# Amarda
Amarda, egentligen Amarda Arkaxhiu, född den 11 april 1983 i Kavaja i Albanien, är en albansk sångerska.
2006 debuterade hon i Festivali i Këngës med låten "Por ti mos trego". Hon deltog i den första semifinalen, där hon var en av de 7 artister som gick till final. I finalen fick hon sjunga som nummer 7 av 16 deltagare, hon framförde sitt bidrag efter Eliza Hoxha med "Hajde sonte" och före Evis Mula med "Rrëfim në mesnatë". Av domarna fick hon 48 poäng, varav 3 nior (näst högsta poäng). Hon lyckades även få poäng av samtliga domare. Hon slutade på fjärde plats, slagen av segrande Frederik Ndoci & Aida Dyrrah med 7 poäng. 
2008 debuterade Amarda i Top Fest med låten "Mos fol" skriven av Migena Lako med musik av Genti Lako. Hon tog sig dock inte vidare i tävlingen. Samma år släppte hon sitt debutalbum Thashethemi.

## Diskografi

### Album
- 2008 – Thashethemi